# Metilon
Metilon (alternativni naziv: M1, bk-MDMA ) je psihotropna tvar. Dio skupine novih psihoaktivnih tvari. U Hrvatskoj su uvrštene izmjenama i dopunama uvrštene na Popis droga, psihotropnih tvari i biljaka iz kojih se može dobiti droga te tvari koje se mogu uporabiti za izradu droga donesenim od strane Ministarstva zdravstva i socijalne skrbi Republike Hrvatske ( Narodne novine br.: 19, 11. veljače 2011.). 
Kemijsko ime je metilamino-1-(3,4-metilendioksifenil)propan-1-on . Metilon je katinonski derivat 3,4-metilenedioksimetamfetamina (MDMA). Metilon i srodni spojevi mogu se opisati kao katinoni zamijenjenih prstena, gdje je katinon, izvorni spoj i kategorizirana droga u UN-ovoj konvenciji o psihotropskim supstancama iz 1971., usko povezan s obitelji fenetilamina i aktivni sastojak biljke khata.

## Vanjske poveznice
- https://www.uredzadroge.hr  Arhivirana inačica izvorne stranice od 30. prosinca 2019. (Wayback Machine)
- https://www.nijd.uredzadroge.hr  Arhivirana inačica izvorne stranice od 30. prosinca 2019. (Wayback Machine)